# Geoff Elliott
Geoff Elliott (eigentlich Geoffrey Michael Elliott; * 7. April 1931 in Ilford, London Borough of Redbridge; † 12. Oktober 2014 in Calgary, Kanada) war ein britischer Stabhochspringer und Zehnkämpfer.
Bei den Olympischen Spielen 1952 in Helsinki wurde er Neunter im Zehnkampf und schied im Stabhochsprung in der Qualifikation aus.
1954 siegte er für England startend bei den British Empire and Commonwealth Games in Vancouver im Stabhochsprung und wurde Achter im Kugelstoßen. Bei den Europameisterschaften in Bern gewann er Bronze im Stabhochsprung.
1958 kam er im Stabhochsprung bei den Europameisterschaften in Stockholm auf den 17. Platz und verteidigte bei den British Empire and Commonwealth Games in Cardiff seinen Titel.
1952, 1953 und 1955 wurde er Englischer Meister im Stabhochsprung.
Er ist mit der ehemaligen Hürdenläuferin Pam Seaborne verheiratet.

## Persönliche Bestleistungen
- Stabhochsprung: 4,30 m, 28. August 1954, Bern
- Kugelstoßen: 13,75 m, 5. August 1954, Vancouver
- Zehnkampf: 6044 Punkte, 26. Juli 1952, Helsinki (Punktewertung von 1952)